# In the Mix (canção de Mariah Carey)
 "In the Mix " é uma música da cantora e compositora americana Mariah Carey. Foi lançada em 17 de setembro de 2019 como a música tema oficial da série de TV americana Mixed-ish, que estreou em 24 de setembro de 2019 na ABC. A música foi co-escrita e co-produzida por Mariah, junto com o compositor-produtor Daniel Moore II. O videoclipe que acompanha foi lançado no mesmo dia do lançamento do single. A música alcançou o número nove na parada de canções digitais R&B dos EUA e o top 20 na Hungria.

## Antecedentes e lançamento
Sendo uma mulher biracial na indústria do entretenimento, seria impossível não querer fazer parte de "mixed-ish, especialmente depois de assistir o episódio piloto, que eu amei.

— Mariah em uma entrevista para o programa Entertainment Tonight.
 No dia 5 de agosto de 2019, Mariah confirmou que iria lançar a canção "In the Mix", que seria o tema da série. A música foi escrita e gravada por volta de julho e agosto daquele ano. Os filhos de Carey, Moroccan e Monroe, deram os vocais de fundo para a música. Seu diretor musical na época, o compositor-produtor Daniel Moore II, co-produziu a música junto com Carey.
Em 17 de setembro de 2019, Mariah estreou a música para a platéia no evento de estreia "Embrace Your Ish" no Goya Studios em Los Angeles, ao lado dos criadores de Mixed-ish Kenya Barris e Tracee Ellis Ross .

## Recepção critica
Althea Legaspi, da Rolling Stone, chamou o refrão de "edificante" e descreveu o whistle de Mariah como um  "formigamento".

## Vídeo
Em 17 de setembro de 2019, o videoclipe foi lançado no canal da ABC no YouTube. Possui trechos da série, e também imagens de Mariah e seus dois filhos gravando a música no estúdio.

## Paradas musicais
'
Parada ilegal entrou |-
| Parada (2019)                    | Posição |
| -------------------------------- | ------- |
| Hungaria                         | 20      |
| US R&B Digital Songs (Billboard) | 13      |